# Wenerologia
Wenerologia (łac. Veneris, Venus – rzymska bogini miłości i gr. logos – nauka, słowo) – dziedzina medycyny zajmująca się rozpoznawaniem i leczeniem chorób przenoszonych drogą płciową (np. kiła, rzeżączka, świerzb, AIDS). Jest związana z dermatologią. W Polsce wchodzi w zakres specjalizacji lekarskiej dermatologia i wenerologia trwającej 5 lat, której konsultantem krajowym od 6 czerwca 2023 roku jest prof. dr hab. n. med. Witold Owczarek. Jest to jedna z wzajemnie uznawanych specjalizacji w krajach Unii Europejskiej. W niektórych krajach (np. w Wielkiej Brytanii, w Irlandii, na Malcie) wenerologia i dermatologia stanowią odrębne specjalizacje.